# Frälsta värld, i nådens under
Frälsta värld, i nådens under är en kristen passionspsalm i sex verser av prästen Carl Johan Lundvall. Denna psalmtext förekommer i sin helhet endast i Den svenska psalmboken 1819. Inledningsversen har uteslutits ur senare svenska psalmböcker. 

## Historik
Frälsta värld, i nådens under är en kristen passionspsalm i sex verser av Carl Johan Lundvall. Den skrevs 1814 och gavs ut som nummer 78 i Den svenska psalmboken 1819. Två av de sex verserna (vers 3 och 5) bibehölls dock i Den svenska psalmboken 1937 med begynnelseorden "Syndaskulden att försona".
Psalmen inleds 1819 med orden:
Frälsta värld, i nådens under
Vörda helighetens Gud!
Sinai med blixt och dunder,
Golgata med fridens bud

### Melodi
Melodin är av svenskt ursprung och återfinns i 1695 års psalmbok som nummer 280, Vad kan dock min själ förnöja. Melodin är bearbetad av Haeffner för 1819 års psalmbok, där den förekommer vid elva tillfällen, såsom nr 71 Dig jag ödmjukt vill betrakta, nr 79 O min Frälsare, din smärta, nr 123 Sion klagar med stor smärta, nr 163 Store Gud, vad skall jag göra, nr 179 O du bittra sorgekälla, nr 257 Vad kan dock min själ förnöja, nr 286 Gud, som gläder mina dagar , nr 358 Ålderdomen redan sprider, nr 361 Herre, mäktig att befalla och nr 467 Herre Gud, för dig jag klagar, enligt Kungliga Musikaliska Akademins Minimitabell 1844.

## Publicerad i
- Den svenska psalmboken 1819 som nummer 78 under rubriken "Allmänna betraktelser över Jesu lidande".
- Den svenska psalmboken 1937 som nummer 78 under rubriken "Kyrkans högtider: Passionstiden".[1]